# João Ghelfi

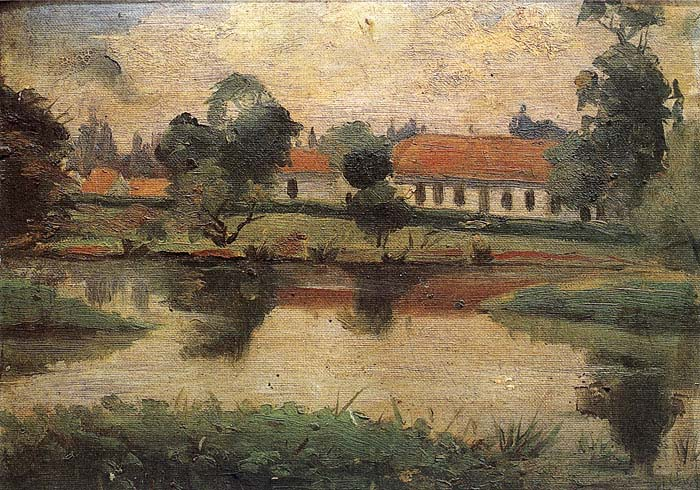
Passeio Público - óleo sob tela de J. Ghelfi, retratando o local de entretenimento curitibano no início do século XX

João Ghelfi (Curitiba, 29 de dezembro de 1890 – Curitiba, 28 de agosto de 1925) foi um pintor brasileiro.
De origem italiana, João Ghelfi pertenceu à primeira turma de pintores paranaenses orientados pelo mestre Alfredo Andersen. Logo que concluiu os estudos com Andersen, viajou para Paris onde permaneceu cerca de seis meses estudando e frequentando ateliês e escolas de arte. Ao retornar para Curitiba, transformou o seu próprio ateliê num ponto de encontro de intelectuais da época, tomando parte do Movimento Paranista.
Produziu inúmeras obras, porém, o seu falecimento prematuro contribuiu para o misterioso desaparecimento de grande parte de seu acervo. "Homens e Mulheres Quadrados" e "Passeio Público" são algumas das suas obras preservadas.[carece de fontes?]